# Prellbock (Zeitschrift)
- Der Prellbock ist eine schweizerische Eisenbahn-Zeitschrift. Die durch Florian Inäbnit seit 2003[1] herausgegebene Zeitschrift berichtet aktuell über die Schweizerischen Eisenbahnen und Trambetriebe.

Siehe auch:
- Ein Prellbock, auch Pufferwehr oder Puffer, ist eine Form des Gleisabschlusses. Er verhindert, dass bei einem Stumpfgleis einer Eisenbahnstrecke ein Fahrzeug über das Gleisende hinausrollen kann.

## Beschreibung
Der die Zeitschrift Prellbock herausgebende Prellbock Druck und Verlag in Trachslau bei Einsiedeln, vormals Krattigen, ursprünglich Leissigen im Berner Oberland, ist seit 2003 als Einzelfirma registriert. Neben Büchern über die Schweizerischen Privatbahnen wird auch ein Jahreskalender über Schweizer Bahnen, Postkarten über Schweizer Bahnen sowie die Zeitschrift Poller über schweizerische Schifffahrtsunternehmen des öffentlichen Verkehrs herausgegeben.